# ATC代码 (D10)
ATC代码D10（抗痤疮药）是解剖学治疗学及化学分类系统的一个药物分组，这是由世界卫生组织药物统计方法整合中心所制定的药品及其它医用产品的官方分类系统。分组D10是D皮肤病的一部分。
兽用代码（ATCvet码）可以在人用ATC代码前加Q字母：QD10等。
国家ATC分类可能包括列表中没有的其它分类，列表为世界卫生组织（WHO）版本。

## D10A 局部用抗痤疮药（Anti-acne preparations for topical use）

### D10AA 皮质甾体激素类，治疗痤疮的复方（Corticosteroids, combinations for treatment of acne）
D10AA01 氟米龙（Fluorometholone）
D10AA02 甲泼尼龙（Methylprednisolone）
D10AA03 地塞米松（Dexamethasone）

### D10AB 含硫药物（Preparations containing sulfur）
D10AB01 硫氯酚（Bithionol）
D10AB02 硫磺（Sulfur）
D10AB03 噻克索酮（Tioxolone）
D10AB05 甲硫芬（Mesulfen）

### D10AD 局部用于治疗痤疮的（Retinoids for topical use in acne）
D10AD01 维A酸（Tretinoin）
D10AD02 视黄醇（Retinol）
D10AD03 阿达帕林（Adapalene）
D10AD04 异维A酸（Isotretinoin）
D10AD05 莫维A胺（Motretinide）
D10AD51 维A酸，复方（Tretinoin, combinations）
D10AD53 阿达帕林，复方（Adapalene, combinations）
D10AD54 异维A酸，复方（Isotretinoin, combinations）

### D10AE过氧化物类（Peroxides）
D10AE01 过氧化苯甲酰（Benzoyl peroxide）
D10AE51 过氧化苯甲酰，复方（Benzoyl peroxide, combinations）

### D10AF 治疗痤疮用的抗感染药（Anti-infectives for treatment of acne）
D10AF01 克林霉素（Clindamycin）
D10AF02 红霉素（Erythromycin）
D10AF03 氯霉素（Chloramphenicol）
D10AF04 甲氯环素（Meclocycline）
D10AF51 克林霉素，复方（clindamycin, combinations）
D10AF52 红霉素，复方（Erythromycin, combinations）

### D10AX 其它局部用的抗痤疮药（Other anti-acne preparations for topical use）
D10AX01 氯化铝（Aluminium chloride）
D10AX02 雷琐辛（Resorcinol）
D10AX03 壬二酸（Azelaic acid）
D10AX04 氧化铝（Aluminium oxide）
D10AX05 氨苯砜（Dapsone）
D10AX30 各种复方（Various combinations）

## D10B 系统用抗痤疮药（Anti-acne preparations for systemic use）

### D10BA 治疗痤疮的（Retinoids for treatment of acne）
D10BA01 异维A酸（Isotretinoin）

### D10BX 其它系统用抗痤疮药（Other anti-acne preparations for systemic use）
D10BX01 鱼石脂磺酸钠（Ichtasol）